# Теменуга (Кырджалийская область)
Теменуга (болг. Теменуга) — село в Болгарии. Находится в Кырджалийской области, входит в общину Ардино. Население составляет 28 человек.

## Политическая ситуация
В местном кметстве Гырбиште, в состав которого входит Теменуга, должность кмета (старосты) исполняет Турсун Азис Хусни (Земледельческий народный союз (ЗНС)) по результатам выборов правления кметства.
Кмет (мэр) общины Ардино — Ресми Мехмед Мурад (Движение за права и свободы (ДПС)) по результатам выборов в правление общины.